# Ключ 3
Ключ 3 (кит.: 丶; Юнікод: U+2F02) — ієрогліфічний ключ. Один із шести, що записується однією рискою.

## Назви
- кит.: 点, diǎn, дянь (ключ «кома»).
- кор. 점주부, jeomjubu, чомджубу (ключ «кома»)
- яп. てん, ten, тен (ключ «кома»)

## Ієрогліфи
| Риски | Ієрогліфи |
| 0     | 丶        |
| +1    | 丷        |
| +2    | 丸 之     |
| +3    | 丹        |
| +4    | 主        |
| +7    | 丽        |
| +8    | 举        |